# Gynacantha villosa
Gynacantha villosa är en trollsländeart som beskrevs av Karl Grünberg 1902. Gynacantha villosa ingår i släktet Gynacantha och familjen mosaiktrollsländor. IUCN kategoriserar arten globalt som livskraftig. Inga underarter finns listade i Catalogue of Life.